# Ikegusuku Antō
Ikegusuku Ueekata Antō (池城 親方 安棟) (? – 1579?) aussi connu sous son nom de style chinois Mō Ren (毛 廉), est un aristocrate et fonctionnaire du gouvernement du royaume de Ryūkyū. Il est membre du Sanshikan sous le règne de Shō Gen et Shō Ei.
En 1579, les envoyés chinois devaient regagner Ryukyu pour introniser Shō Ei comme un nouveau roi. Mais Ryukyu a été frappé par la famine cette année-là. Antō a été envoyé en Chine pour demander la prolongation, mais son navire a été pris dans une tempête et il a disparu dans la mer.